# 臺中市立圖書館李科永紀念圖書分館
臺中市立圖書館李科永紀念圖書分館位於臺灣臺中市南屯區，為臺中市立圖書館的一座分館。